# Comuna Bereh, Dubno
Bereh (în ucraineană Берег) este o comună în raionul Dubno, regiunea Rivne, Ucraina, formată din satele Bereh (reședința), Komarivka, Mînkivți, Onîșkivți, Sapanovciîk și Turea.

## Demografie
Componența lingvistică a comunei Bereh
     Ucraineană (99,47%)
     Alte limbi (0,53%)
Conform recensământului din 2001, majoritatea populației comunei Bereh era vorbitoare de ucraineană (99,47%), existând în minoritate și vorbitori de alte limbi.